# Dytryk von Gatersleben
Dytryk von Gatersleben, także Theodoricus de Gatirslebe, Gatersleue – mistrz krajowy Prus w latach 1270–1273. 

## Życiorys
Dyrtyk pochodził z bogatej rodziny ministeriałów osiadłej w Saksonii, której rodową siedzibą była wieś Gatersleben, (obecna nazwa: Neugattersleben) położona na wschód od Stassfurtu. Rodzinę Dytryka von Gaterslebena widać w służbie arcybiskupów magdeburskich, książąt Saksonii oraz hrabiów Anhaltu. O ile wiadomo skąd wywodził się Dytryk von Gatersleben, to trudno coś powiedzieć o dacie jego urodzin i śmierci. 
Z dostępnych źródeł wiadomo, że jako mistrz krajowy brał czynny udział w walkach mających na celu stłumienie powstania pruskiego. Na polu dyplomatycznym kontaktował się z książętami polskimi, między innymi z księciem wielkopolskim Bolesławem Pobożnym. Wiadomo też, że prowadził politykę nadań ziemskich dla ludności pruskiej, w celu uzależnienia mieszkańców podbitych terenów od Zakonu krzyżackiego.